# Cotyachryson
Cotyachryson es un género de coleópteros polífagos crisomeloideos perteneciente a la tribu Achrysonini en la familia Cerambycidae.

## Especies
Comprende las siguientes especies:
- Cotyachryson inspergatus Faimaire & Germain, 1898
- Cotyachryson philippii (Porter, 1925)
- Cotyachryson sulcicorne (Germain, 1898)